# Arp 271
Arp 271 je par skoro identičnih galaksija, NGC 5426 i NGC 5427. Nije sigurno hoće li se galaksije na kraju sudariti ili ne. One će se nastaviti privlačiti na desetke milijuna godina, stvarajući nove zvijezde kao rezultat međusobne gravitacijske privlačnosti između galaksija, što je povlačenje vidljivo na mostu zvijezda koji ih već spaja. Smješten u udaljenosti od 90 milijuna svjetlosnih godina, par Arp 271 je veličine oko 130 000 svjetlosnih godina. Prvobitno ga je otkrio 1785. William Herschel. Kumova slama će pretrpjeti sličan sudar za oko četiri i pol milijardi godina sa susjednom galaksijom Andromeda, koja se trenutno nalazi oko 2,5 milijuna svjetlosnih godina.